# Южен Тусон
Южен Тусон (на английски: South Tucson) е град в окръг Пима, щата Аризона, САЩ. Южен Тусон е с население от 5598 жители (2007) и обща площ от 2,6 km². Намира се на 739 m надморска височина. ЗИП кодът му е 85713, а телефонният му код е 520.